# Giorgi Gogricziani
Giorgi Gogricziani (gruz. გიორგი გოგრიჭიანი; ur. 2004) – gruziński zapaśnik walczący w stylu wolnym. 
Zajął dziewiąte miejsce na mistrzostwach Europy w 2024. Trzeci na ME U-23 w 2023. Trzeci na MŚ juniorów w 2023 i drugi na ME w 2024. Wicemistrz świata kadetów w 2021. Drugi na ME kadetów w 2019; trzeci w 2017 i 2021 roku.